# Charles Antoine Morand
Charles Antoine Louis Alexis Morand (ur. 4 czerwca 1771 w Pontarlier, zm. 2 września 1835 w Paryżu) – hrabia cesarstwa francuskiego, generał z czasów rewolucji francuskiej i wojen napoleońskich. Walczył w wielu najważniejszych bitwach swoich czasów, m.in. w bitwach pod Austerlitz, Borodino i Waterloo.

## Wczesna kariera i wojny we Francji czasów rewolucji
Z początku chciał być prawnikiem i zdobył swoje prawa do praktyki w 1791 roku, ale rok później dołączył do 7 pułku ochotników jako kapitan. 5 września 1792 roku został mianowany podpułkownikiem w armii Renu i walczył w wielu bitwach, m.in. w bitwie pod Hondschoote i Wattignies.
Później walczył w Niderlandach w części armii Sambry i Mozy generała Jourdana i odniósł ciężką ranę w udo w bitwie pod Sprimont.
Po wyjściu ze szpitala dołączył do Jana Bernadotte i jego 10 dywizji, z którą brał udział w bitwie pod Ourthe (18 września 1794), Aldenhoven (2 października 1794), oblężeniu Kreuznach (1 grudnia 1795), bitwie pod Königstein (26 lipiec 1796) oraz bitwie pod Teining (22 sierpnia 1796). Służąc dalej pod Bernadottem, Morand dołączył do armii Włoch (francuskiej) w styczniu 1797 roku, która wyruszała pod wodzą Napoleona na podbój Egiptu.
W Egipcie brał udział w bitwie pod Piramidami jako dowódca brygady pod generałem Desaixem. Następnie zyskał uznanie walcząc w bitwach pod Girgeh (6 kwietnia 1799), El Ganaim oraz szczególnie Samanhoud (12 sierpnia 1799) Po Samanhoud Morand zastąpił Frianta, który został promowany do stopnia tymczasowego dowódcy dywizji, jako przyboczny generał brygady i gubernator prowincji Girgeh. 6 września 1800 roku został mianowany generałem brygady.
Morand powrócił do Francji w 1801 roku i został przydzielony do obozu w Saint-Omer.

## Wojny napoleońskie
Morand walczył w IV Korpusie Soulta i wziął udział w bitwie pod Austerlitz, gdzie ponownie został ranny.
24 grudnia 1806 roku został awansowany na generała dywizji i zastąpił Marie-François Francois Falgę na stanowisku dowódcy 1 dywizji w III Korpusie Davouta. Był dowódcą tej dywizji aż do 1813 roku.
W październiku Morand dowodził swoją dywizją w bitwie pod Jeną, gdzie ponownie został ranny, tym razem w ramię. Następną ranę odniósł w bitwie pod Pruską Iławą.
W 1807 roku otrzymał order oficera wielkiego Legii Honorowej. Rok później otrzymał tytuł hrabiego imperium.
W 1809 roku walczył w pięciodniowej kampanii Lannesa w bitwie pod Abensbergiem, Landshut, Eckmühl, w dniach 20-22 kwietnia. Kiedy powrócił do III Korpusu walczył w bitwie pod Wagram.
W 1810, Morand został wyznaczony na generała gubernatora Miast Hanzeatyckich jako część Wielkiej Armii.

### Inwazja na Rosję (1812) i Waterloo

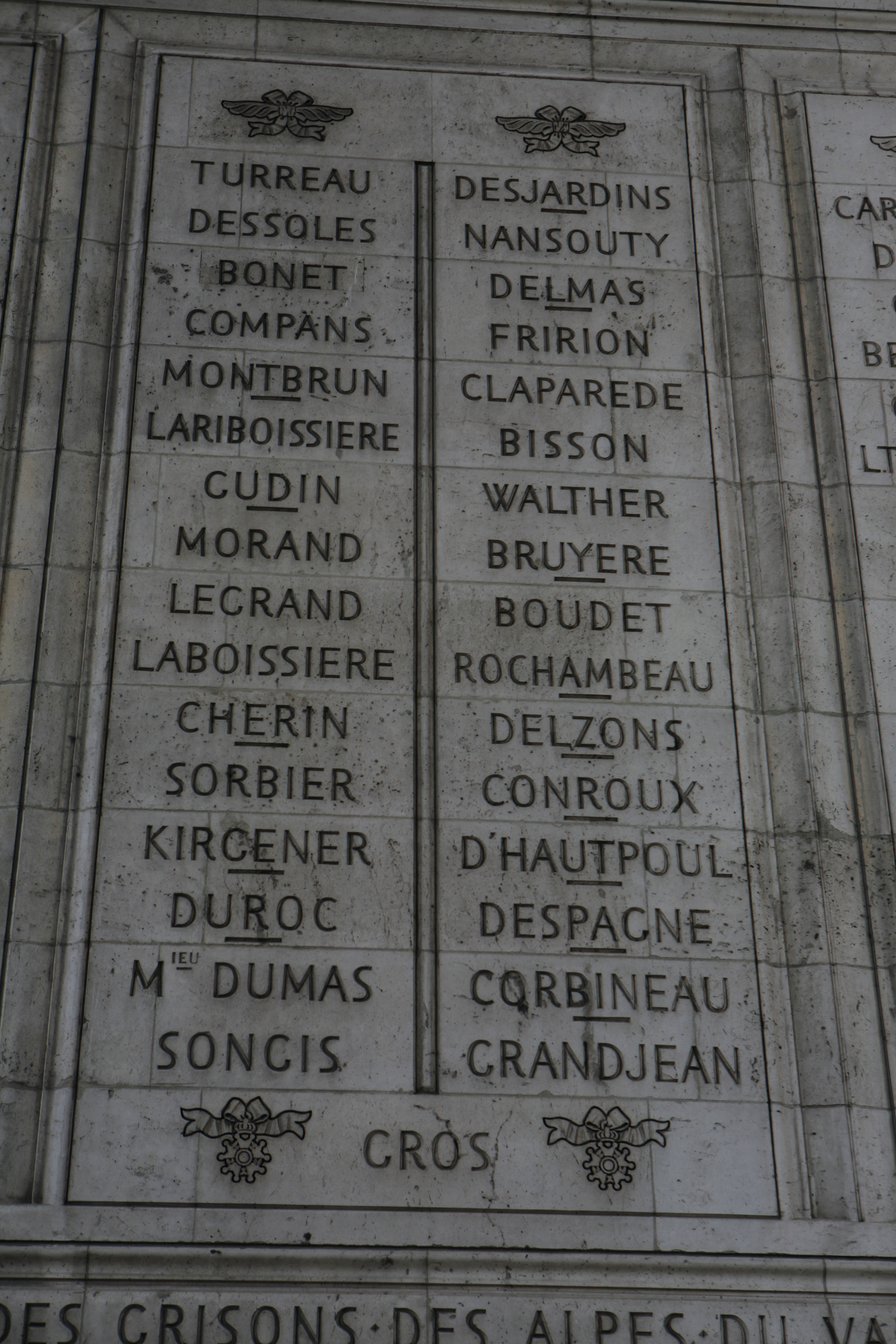
Nazwisko Moranda jest wyryte na Łuku Triumfalnym w Paryżu (8 od góry po lewej stronie).

Morand otrzymał dowództwo w I Korpusie i wziął udział w inwazji na Rosję przekraczając Niemen w czerwcu 1812 roku. Walczył w bitwie pod Smoleńskiem i odniósł poważną ranę szczęki w bitwie pod Borodino. Dołączył do wycofujących się z Rosji sił i później okrył się sławą w bitwach pod Lutzen, Budziszynem, Dennewitz, Hanau oraz Hochheim w czasie wojny z VI koalicją antyfrancuską. 13 listopada 1813 przejął dowodzenie nad IV Korpusem od Bertranda. Prowadził obronę Moguncji od grudnia 1813 do kwietnia 1814 roku, po czym wycofał się do Fontainebleau, w czasie gdy Napoleon abdykował.
Przywrócony na tron francuski król Ludwik XVIII mianował go rycerzem orderu św. Ludwika, ale i tak przyłączył się do Napoleona podczas jego 100 dni. Podczas bitwy pod Waterloo był generałem dywizji Szaserów.

## Rodzina
W 1808 roku poślubił Polkę Emilę Parys herbu Prawdzic, córkę hrabiego Parysa, w Warszawie w obecności Davouta i Księcia Józefa Poniatowskiego. Zamieszkali razem w Paryżu gdzie doczekali się pięciu synów, nie licząc córek. Po upadku Napoleona uciekł przed terrorem Burbonów do Polski gdzie zamieszkał z żoną w majątku Kawenczyn koło Jędrzejowa. Żył tam w latach 1818–1819, prowadząc życie ziemianina. Po ułaskawieniu powrócił do Francji z rodziną. Zmarł 2 września 1835 roku w Paryżu. Został pochowany na cmentarzu Père-Lachaise (kwatera 39e).

## Upamiętnienie
Jego nazwisko jest wyryte na Łuku Triumfalnym w Paryżu.

## Odznaczenia[3]
- Wielki Oficer Legii Honorowej
- Komandor Orderu Świętego Henryka (Królestwo Saksonii)